# Доктор философии

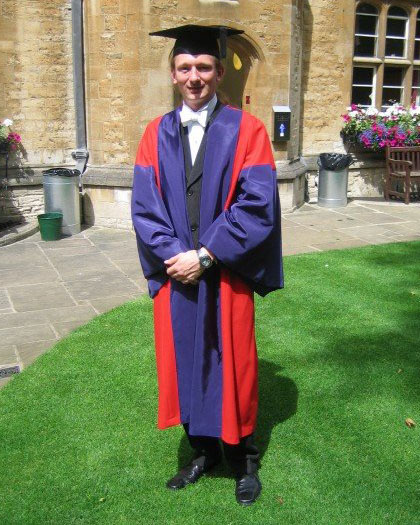
Доктор философии Оксфордского университета в полном академическом облачении

До́ктор филосо́фии (лат. Philosophiæ Doctor, Ph.D., PhD, произносится [пи-эйч-ди]) — учёная степень, присуждаемая в большинстве стран Европы, США и во многих других странах мира. В США существующая в некоторых университетах степень доктора наук (Sc.D. = лат. Scientiae Doctor, англ. Doctor of Science) считается равной Ph.D. В прошлом и в настоящее время в странах бывшего СССР по умолчанию степень доктора философии (полученная в странах, где она не является высшей) приравнивается к степени кандидата наук.
Квалификационной работой соискателя степени является докторская диссертация (англ. Ph.D. thesis).

## История
Впервые появилась в XII—XIII веках в Великобритании, Италии и Франции.
Несмотря на название, в настоящее время степень не имеет никакого практического отношения к философии (только историческое) и присуждается почти во всех научных областях, например: доктор философии по литературе или доктор философии по физике.
Такое положение связано с традициями, восходящими к временам средневековых университетов, стандартная структура которых обычно предполагала наличие факультетов философии, юриспруденции, теологии и медицины. Поэтому помимо степени доктора философии существуют и ограниченный ряд других докторских степеней того же ранга; врачам присуждается степень доктор медицины, юристам — доктор права, богословам — доктор богословия, а всем остальным — доктор философии.

## Положение в разных странах
В ряде стран, например США и Канаде, эта степень является высшей, в некоторых других странах (например, Франции, Украине и в Германии) существуют более высокие степени, в определённой степени эквивалентные российской степени доктора наук.
В прошлом и в настоящее время в странах бывшего СССР по умолчанию степень доктора философии (полученная в странах, где она не является высшей) приравнивается к степени кандидата наук. Однако автоматического приравнивания степеней не происходит, для получения прав кандидата наук в России и в некоторых странах СНГ обладатель степени Ph.D., полученной за границей, должен пройти процедуру нострификации уполномоченными органами в соответствующей стране.
Одновременно в ряде западных и постсоветских стран послевузовское образование в той же мере, что и в Российской Федерации, характеризуется двумя ступенями, требующими от каждой защиты отдельной диссертации. Например, в Бразилии, Канаде, Казахстане первая послевузовская ступень — это титул мастера (магистра) наук (Master of Science, M.Sc.), тогда как вторая ступень — это звание доктора философии (Ph.D.). В этом случае докторская степень, которая получается со статусом доктора философии, не аналогична степени доктора наук в Российской Федерации, хотя и является второй степенью послевузовского образования.
Учёная степень доктора наук в Российской Федерации предполагает решение крупной научной проблемы или приоритетные исследования в новом научном направлении и соблюдения установленных в Российской Федерации требований.
В настоящее время в рамках Болонского процесса унификации образовательных систем в России рассматривается возможность как сохранения текущей двухступенчатой системы (кандидат/доктор), так и переход на одноступенчатую модель (то есть отказ от степени кандидата наук).
Согласно «Руководству о признании российских документов об образовании в других европейских странах», размещённому на сайте «Российское образование для иностранных граждан» (заказчик — Министерство образования и науки Российской Федерации)

 В странах с двухуровневой системой докторских степеней:
- учёную степень кандидата наук следует рассматривать как подлежащую признанию на уровне первой докторской степени;
- учёную степень доктора наук следует рассматривать как подлежащую признанию на уровне второй докторской степени;

В странах с одноуровневой системой докторских степеней обе учёные степени как кандидата наук, так и доктора наук следует рассматривать как подлежащие признанию на уровне этой докторской степени.
Пунктом 262 Международной стандартной классификации образования (МСКО) 2011 (документ № 36 C/19), см. п.29 Доклада Исполнительного совета ЮНЕСКО от 12.02.2012, установлено, что «В разных странах программы, относящиеся к уровню МСКО 8, называются по-разному, например, кандидат наук (PhD), доктор наук/философии (DPhil), доктор литературы, (D.Lit), доктор (естественных) наук (D.Sc), доктор права (LL.D), докторская степень или аналогичные термины. Однако программы с названиями, схожими с названием „доктор“, следует включать в уровень МСКО 8, только если они соответствуют критериям, описанным в пункте 263. В целях сопоставимости данных на международном уровне для обозначения уровня МСКО 8 используется термин „докторантура или её эквивалент“».

### Беларусь
По итогам публичной защиты диссертации решением Высшей аттестационной комиссии Беларуси соискателю учёной степени может быть присуждена как степень кандидата наук, подтверждаемая национальным дипломом, так и степень доктора философии (PhD), также подтверждаемая национальным дипломом. Эта норма относится к иностранным гражданам, однако национальный диплом PhD может быть выдан и гражданам Беларуси, имеющим потребность в этом и учёную степень кандидата наук в дополнение к уже имеющемуся кандидатскому диплому. Данная норма Положения о присуждении учёных степеней и присвоении учёных званий в Беларуси фактически признаёт полную эквивалентность учёных степеней кандидата наук и доктора философии (PhD), а также уполномочивает ВАК Беларуси выдавать соискателям ученых степеней дипломы государственного образца кандидата наук и доктора философии.

### Германия
В Германии учёной степени доктора философии нет. Аналогом этой степени является степень доктора соответствующей специальности (нем. Doktor). В частности, эта степень официально приравнивается к российской степени кандидата наук.

### Казахстан
Учёная степень PhD в Казахстане была введена в 2005 году, в последующее время степени доктора и кандидата наук были упразднены.

### Российская Федерация

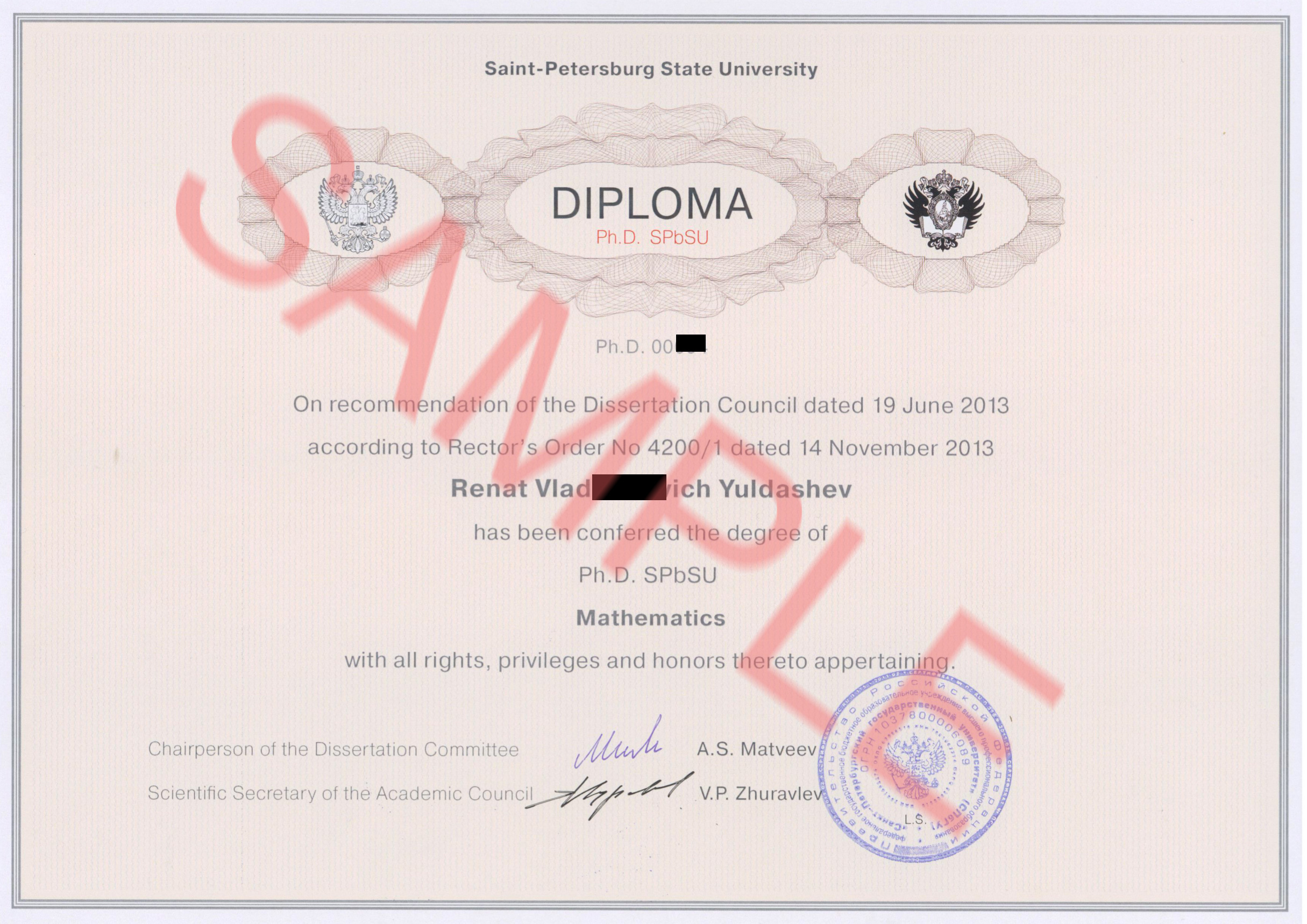
Образец диплома Ph.D. СПбГУ 2013 года

14 февраля 2013 года председатель Высшей аттестационной комиссии при Министерстве образования и науки России Владимир Филиппов заявил, что необходимо добиться признания степени кандидата наук эквивалентом Ph.D., что не всегда признаётся на Западе.
19 июня 2013 года впервые в Российской Федерации были проведены защиты диссертаций на соискание учёной степени, присуждаемой университетом: диссертации на степень Ph.D Санкт-Петербургского государственного университета в области математики защищали аспиранты кафедры прикладной кибернетики Математико-механического факультета СПбГУ Ренат Юлдашев, Марат Юлдашев и Мария Киселева.
С середины 2010-х годов некоторые ведущие научно-образовательные учреждения России наделены правом присуждения учёных степеней самостоятельно, без последующего взаимодействия с ВАК. МГУ и СПбГУ получили такое право с 1 сентября 2016 года, перечень остальных организаций, наделяемых таким правом, был утверждён Правительством РФ 23 августа 2017. Как правило, в указанных учреждениях согласно внутренним нормативным актам предусматривается присуждение ученой степени кандидата наук, а степень Ph.D. является переведённым на английский язык названием учёной степени. Такой логике следует, например, Высшая школа экономики и МИСиС.

#### Ph.D. СПбГУ по математике
При разработке требований к представлению диссертационной работы и процедуры защиты на степень Ph.D. СПбГУ в области математики был использован опыт российско-финской научно-образовательной программы, созданной в 2007 году кафедрой прикладной кибернетики Математико-механического факультета СПбГУ и кафедрой математических информационных технологий Факультета информационных технологий Университета Ювяскюля, а руководители этой программы — Николай Кузнецов, Геннадий Леонов и Пекка Нейттаанмяки, выступили организаторами первых защит и научными соруководителями диссертаций.
В первой защите 19 июня 2013 года участвовали председатель ВАК В. М. Филиппов, директор Института проблем управления РАН академик С. Н. Васильев,
профессор СПбГУ и Университета Нового Южного Уэльса (Австралия) А. С. Матвеев, главный научный сотрудник СПбГУ Б. Р. Андриевский, заведующий лабораторией Института прикладной физики РАН В. И. Некоркин, профессор СПбГУ С. Ю. Пилюгин, заместитель директора Института проблем машиноведения РАН А. К. Беляев, заместитель декана Факультета информационных технологий Университета Ювяскюля T. Tiihonen (Финляндия), директор исследовательского центра Университета Крайова V. Rasvan (Румыния) и другие представители российской и зарубежной научной общественности.

### США
В США степень Ph.D. является высшей степенью учёного. Несмотря на это, в Российской Федерации степень доктора философии в США приравнивается к российскому кандидату наук:п. 262, при этом российская степень доктора наук не имеет аналога в США. Ряд университетов США присуждают по определённым специальностям степени, называемые по-другому (Sc.D., D.Sc., S.D. или Dr.Sc.), но соответствующие степени Ph.D. Эти учёные степени, как аналоги степени доктора философии, присуждаются Гарвардским университетом, Университетом Джонса Хопкинса, Массачусетским технологическим институтом, Университетом Роберта Морриса и Тулейнским университетом по определённым специальностям. Так, в Университете Джонса Хопкинса степень доктора наук — Sc.D. установлена для личностей с исключительными способностями, которые стремятся разработать новые методы, необходимые для перспективных исследований (в области эпидемиологии, психологии и социологии). Степень доктора философии в США возможно получить лишь после 4—6 лет научной работы и публикации работ в рейтинговых мировых научных журналах.

### Украина
8 апреля 2014 года Верховная Рада Украины приняла новую редакцию закона о высшем образовании. Главная цель нового закона — интеграция в европейскую образовательную и научную среду и введение в стране европейских образовательных норм. Закон упраздняет учёную степень кандидата наук, зато вводит следующие ступени высшего образования: младший бакалавр, бакалавр, магистр, доктор философии (PhD), доктор наук (Dr.hab.). При этом в законе отмечается, что степень доктора философии, как и ранее учёная степень кандидата наук, присуждается специализированным высшим советом учебного заведения или научного учреждения в случае успешного выполнения соответствующей программы аспирантуры (адъюнктуры) и публичной защиты диссертации. Для получения степени доктора наук (Dr.hab.) также необходима публичная защита диссертации.

### Франция
Во Франции учёной степени доктора философии нет. Аналогом этой степени является степень доктора соответствующей специальности (фр. Docteur). В частности, эта степень официально приравнивается к российской степени кандидата наук.
В 2003 году правительства России и Франции подписали соглашение о взаимном признании документов об учёных степенях, в котором обладатели российской степени «Кандидат наук» и французской степени «Доктора» (фр. Docteur) взаимно сопоставлены. Однако спорные вопросы, связанные со взаимным признанием документов об учёных степенях, стороны решают путём консультаций и переговоров.

## Другие докторские степени
Кроме степени доктора философии, которая присуждается людям, занимающимся научными исследованиями, есть ещё множество докторских учёных и профессиональных степеней, например:
- Доктор искусств (доктор гуманитарных наук)[англ.] (англ. Doctor of Arts) — обычно присуждается как свидетельство глубоких знаний в определённой научной области, но не исследовательской деятельности.
- Доктор медицины (MD) (M.D., от лат. Medicinae Doctor) — степень, присуждаемая специалистам в области медицины, врачам.
- Доктор музыки
- Доктор педагогики (англ. Doctor of Education) — присуждается специалистам в области педагогики.
- Доктор богословия (англ. Theology Doctor, ThD) — присуждается специалистам в области богословия.
- Доктор естественных наук (лат. Dr. rer. nat.) — присуждается по предметам химия, биология, фармация, биохимия, математика, физика и смежным областям.
- Доктор общественных наук[англ.] (англ. Doctor of Social Science) — присуждается специалистам в области общественных наук.
- Доктор юриспруденции
- Доктор свободных искусств
- Доктор делового администрирования